# La Estacada, Querétaro Arteaga
La Estacada är en ort i Mexiko.   Den ligger i kommunen Querétaro och delstaten Querétaro Arteaga, i den centrala delen av landet, 200 km nordväst om huvudstaden Mexico City. La Estacada ligger 2 049 meter över havet och antalet invånare är 1 972.
Terrängen runt La Estacada är huvudsakligen kuperad, men västerut är den platt. Runt La Estacada är det ganska tätbefolkat, med 120 invånare per kvadratkilometer. Närmaste större samhälle är Santa Rosa Jauregui, 9,9 km söder om La Estacada. Trakten runt La Estacada består i huvudsak av gräsmarker.